# Osserich
Osserich  (oberfränkisch ebenfalls Osserich) ist ein Gemeindeteil des Marktes Wirsberg im oberfränkischen Landkreis Kulmbach in Bayern. Osserich liegt in der Gemarkung Neufang.

## Lage
Der Weiler liegt am Nordhang des Lindenbergs (541 m ü. NHN) an einem namenlosen linken Zufluss des Koserbachs. Eine Gemeindeverbindungsstraße führt nach Weißenbach (0,7 km nordöstlich) bzw. nach Wirsberg zur Kreisstraße KU 1 (1,4 km südwestlich). Eine weitere Gemeindeverbindungsstraße führt nach Cottenau zur KU 1 (1,4 km nördlich).

## Geschichte
Der Ort wurde im Jahr 1402 als „Ossero“ erstmals urkundlich erwähnt, 1495 „Osrach“, 1533 „Osserich“. Dem Ortsnamen liegt das slawische Wort „osa“ mit dem Suffix „-ro“ zugrunde, zu deutsch eine mit Espen bewachsene Örtlichkeit.
Gegen Ende des 18. Jahrhunderts bestand Osserich aus 7 Anwesen (5 Halbhöfe, 2 Sölden). Das Hochgericht, die Dorf- und Gemeindeherrschaft sowie die Grundherrschaft über sämtliche Anwesen übte das bayreuthische Vogteiamt Wirsberg aus.
Von 1797 bis 1810 unterstand Osserich dem Justiz- und Kammeramt Kulmbach. Mit dem Gemeindeedikt wurde der Ort dem 1811 gebildeten Steuerdistrikt Wirsberg und der im selben Jahr gebildeten Munizipalgemeinde Wirsberg zugewiesen. 1812 erfolgte die Überweisung an das Steuerdistrikt und Ruralgemeinde Neufang. Am 1. April 1971 wurde Osserich in die Gemeinde Wirsberg eingegliedert.

### Baudenkmäler
- Haus Nr. 5: Wohnstallhaus

### Einwohnerentwicklung
| Jahr      | 001809 | 001818 | 001861 | 001871 | 001885 | 001900 | 001925 | 001950 | 001961 | 001970 | 001987 |
| Einwohner | 45     | 51     | 46     | 51     | 51     | 41     | 35     | 51     | 30     | 33     | 30     |
| Häuser    |        | 7      |        |        | 7      | 7      | 7      | 7      | 7      |        | 9      |
| Quelle    | [ 11 ] | [ 8 ]  | [ 12 ] | [ 13 ] | [ 14 ] | [ 15 ] | [ 16 ] | [ 17 ] | [ 18 ] | [ 19 ] | [ 1 ]  |

## Religion
Osserich ist seit der Reformation evangelisch-lutherisch geprägt und nach St. Johannis gepfarrt.